# Extermini dels missatgers d'Ahazià

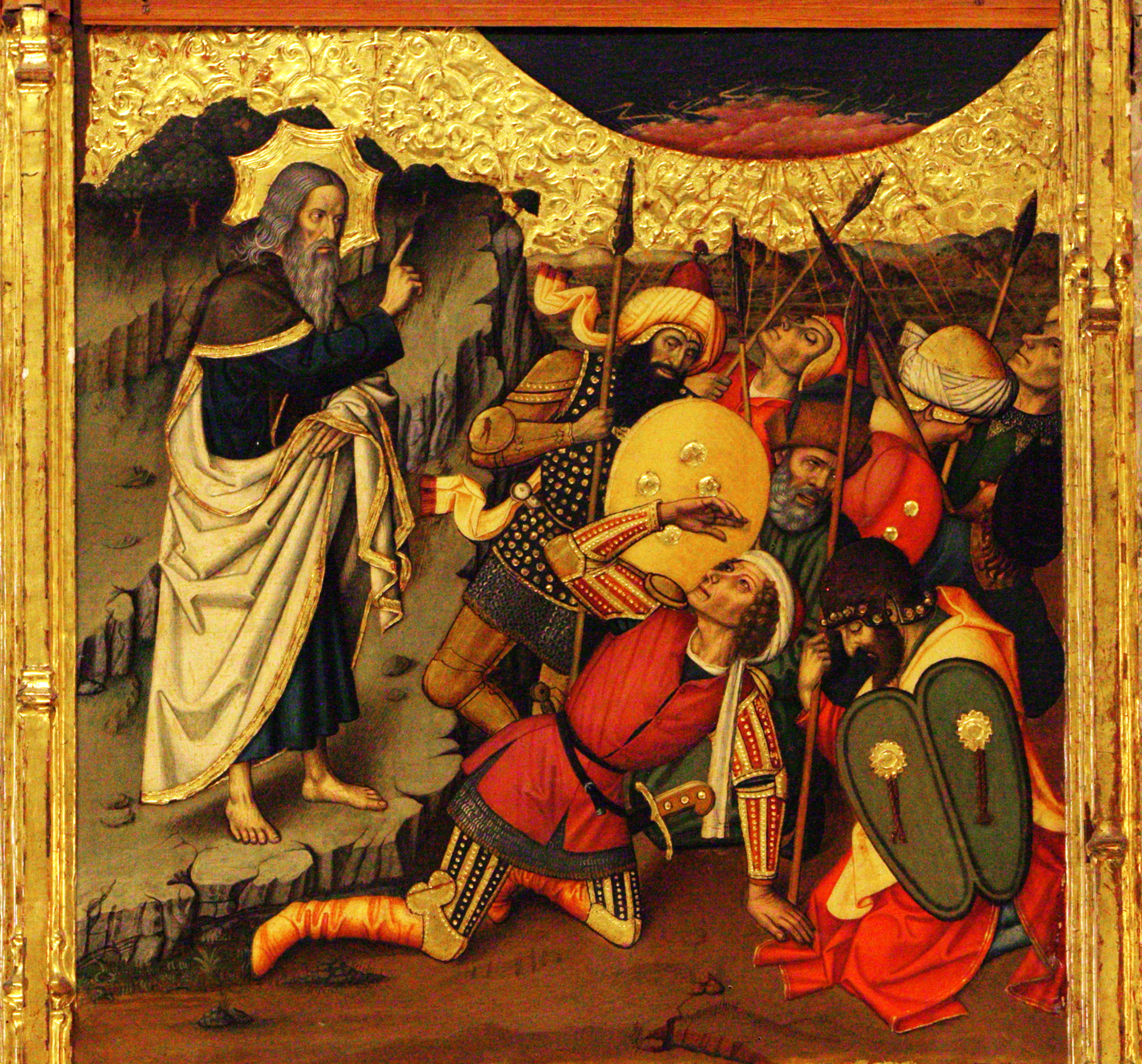
Taula de l'Extermini dels missatgers d'Ahazià del Retaule de la Transfiguració de Jaume Huguet, de 14 65-1475. La pintura recull l'escena de la destrucció pel foc que cau del cel sobre un dels dos grups de soldats exterminats

L'extermini dels missatgers d'Ahazià, un passatge bíblic recollit al Segon Llibre dels Reis en el que un foc baixà del cel matant als soldats del rei Ahazià d'Israel, un episodi de l'Antic Testament on es narra una disputa entre Ahazià i el profeta Elies.
Ahazià d'Israel estava greu a causa d'una caiguda de la barana de la cambra alta del seu palau, a Samaria. Llavors va enviar uns missatgers a consultar Baal-Zebub, el déu d'Ecron, per preguntar si es restabliria d'aquell mal.［2 Reis 1:2］
Elies va interceptar els seus missatgers i els envià de tornada cap a Ahazià amb un missatge. Amb l'estil típic d'Elies, el missatge comença amb una pregunta directa, impertinent: "Serà perquè no hi ha Déu a Israel, que heu d'anar a consultar Baal-Zebub, déu d'Ecron?", alhora que els confirma que Ahazià no sobreviurà a les ferides i morirà. ［2 Reis 1:6］ Els missatgers li descriuen com era la persona que els va donar aquest missatge i, quan Ahazià l'identifica amb Elies, ordena que sigui detingut.
Ahazià va enviar fins a tres grups de soldats per detenir-lo. Els dos primers varen ser destruïts pel foc que Elies fa baixar del cel. L'oficial del tercer grup demana misericòrdia per a ell i els seus homes. Elies es compromet a acompanyar aquest tercer grup a Ahazià, on dona en persona la seva profecia sobre la mort imminent d'Ahazià.［2 Reis 1:9-16］